# Anne Conway
Anne Conway, angleška filozofinja, * 14. december 1631, † 18. februar 1679.

## Zgodnje življenje in družina
Anne Conway se je rodila 14. decembra očetu Heneagu Finchu in njegovi drugi ženi Elizabeth, ki je bila hči Wiliama Cradocka Staffordshirskega. Oče je bil odvetnik, ki je polovični delovni čas delal tudi kot sodnik, bil pa je tudi predsednik spodnjega doma britanskega parlamenta. Umrl je teden dni pred njenim rojstvom. Začetno izobrazbo je pridobila doma, že takrat se je učila latinsko, grško in hebrejsko. Nad filozofijo in teologijo jo je navdušil polbrat, John Finch in jo tudi predstavil voditelju cambriških platonistov Henryju Moru, ki je bil eden od njegovih profesorjev na Christ's Collegu Univerze v Cambridgeu. Z Morom sta dobro ujela in postala tesna prijatelja. Učil naj bi jo Descartesovo filozofijo in Anne se je iz učenke prelevila v njemu enakovredno intelektualko.
Leta 1651 se je poročila z Edwardom Conwayem, ki je kasneje postal 1. grof Conway. Naslednje leto ji je More posvetil svojo knjigo z naslovom Antidote Against Atheism. Imela sta le enega otroka, Heneaga Edwarda Conwaya, a je umrl zaradi koz pri komaj dveh letih. Tudi mož se je zanimal za filozofijo in se šolal pri Moru, vendar ga je Anne prekašala v miselnih sposobnostih, imela pa je tudi več interesov kot on. More jo je opisal kot osebo z najboljšimi načeli filozofije narave.
Zanimala se je za judovsko kabalo in nato za kvekerstvo in leta 1677 tudi postala kvekerka. V Angliji so bili kvekerji zaradi pacifističnih načel v tistem času preganjani in velikokrat celo zaprti. Zato je bila njena odločitev za spreobrnitev zelo pogumna.
Od dvanajstega leta naprej je trpela za težkimi migrenami. Velikokrat so bile bolečine tako močne, da so ji onemogočile normalno življenje. Zato je v upanju, da bodo našli zdravilo, veliko časa preživela pod zdravniškim nadzorom. Odprli naj bi ji celo vratne žile. Njen zdravnik je bil Dr. Thomas Willis ter mnogi drugi odlični zdravniki tistega časa, vendar zdravljenje ni imelo nobenega učinka. Umrla je leta 1679, pri 47. letih.

## Delo
Delo The Principles of the Most Ancient And Modern Philosophy izide posthumno leta 1690 v latinščini. V njem predstavi svoj monistični pogled na svet.  Trdi, da je svet ustvarjen iz ene same snovi, hkrati pa je kritična do kartezijanskega dualizma, da so telesa tvorjena iz nežive snovi.  Kritizira tudi Morovo pojmovanje duše v njegovi Antidote Against Atheism in dualistične teorije o povezanosti med dušo in telesom.
Delo lady Anne naj bi celo vplivalo na Gottfrieda Wilhelma Leibniza. Kot ženska, ki je zagovarjala racionalizem, je v tistem času veljala za unikatno in izjemno.